# John Wynne
John Wynne (né entre 1665 et 1667 – 15 juillet 1743) est évêque de St Asaph (1715–1727) et de Bath et Wells (1727–1743), après avoir été directeur du Jesus College d'Oxford (1712–1720).

## Biographie
Wynne est né à Maes-y-coed, Caerwys, Flintshire, dans le nord du Pays de Galles et fait ses études à Northop et à la Ruthin School avant d'entrer au Jesus College en mars 1682. Il obtient son baccalauréat en 1685 et est élu Fellow du collège en janvier 1687 . Par la suite, il obtient les diplômes de MA (1688), BD (1696) et DD (1706). Il est aumônier du 8e comte de Pembroke, qui le nomme recteur de Llangelynnin, Merionethshire en 1701 (poste qu'il occupe jusqu'en 1714). En 1705, il devient prébendier du Christ College, Brecon. Il est professeur "Lady Margaret" de théologie à Oxford de 1705 à 1716. En 1712, il devient directeur adjoint du Jesus College, nommé directeur en août 1712 après une division entre Whig et Tory (Wynne étant probablement un conservateur modéré à cette époque), avec l'aide du visiteur du collège, son ancien employeur le comte de Pembroke . Il conserve le poste jusqu'en 1720, malgré de nombreuses grognes à Oxford après avoir été nommé évêque de St Asaph en 1715 (le premier évêque à être créé par le roi George Ier) . Il devient évêque de Bath et Wells en 1727, en tant que candidat de compromis, et y reste jusqu'à sa mort en 1743 .
Pendant son séjour à St Asaph, il lève 600 £ pour les réparations de la cathédrale. Il est l'un des rares Gallois à être nommé évêque d'un diocèse gallois au XVIIIe siècle (et le dernier évêque gallois de St Asaph avant 1870) et acquiert une réputation d'évêque diligent et de celui qui a nommé des hommes locaux dans les paroisses . Il ne publie que trois de ses sermons et, en 1696, un abrégé de An Essay Concerning Human Understanding de John Locke, avec l'approbation de Locke, qui est traduit en français et en italien .
En 1732, à cause d'une dette, Edward Conway vend le domaine de Soughton Hall (en) dans le Flintshire à Wynne. Il a beaucoup planté dans les terrains plus larges de la maison, notamment trois allées de tilleuls bien conservées, dont celle presque complète qui flanque toujours l'approche de la maison . Après sa mort, il passe à sa fille Margaret, épouse de Henry Bankes de Corfe Castle, Dorset .